# Santanópolis
Santanópolis là một đô thị thuộc bang Bahia, Brasil. Đô thị này có diện tích 250,027 km², dân số năm 2007 là 8144 người, mật độ 32,6 người/km².